# Ecaterina Oancia
Ecaterina Oancia (Iane după căsătorie; n. 25 martie 1954, Sângeorgiu de Pădure, România – d. 3 decembrie 2024) a fost o canotoare română, laureată cu aur la Los Angeles 1984.
Fiind cârmaci a obținut rezultate remarcabile la mai multe campionate mondiale: în 1981 a câștigat o medalie de bronz la opt și în 1982 și în 1983 la patru vâsle. La Campionatul Mondial din 1987 a obținut medalia de aur atât la opt cât și la patru rame. În 1989 a câștigat din nou aurul în proba de 8+1.
După retragerea sa din activitate a fost secretară la Dinamo între 1990 și 2001 și arbitru la canotaj. În 2004 a fost decorată cu Ordinul „Meritul Sportiv” clasa I.

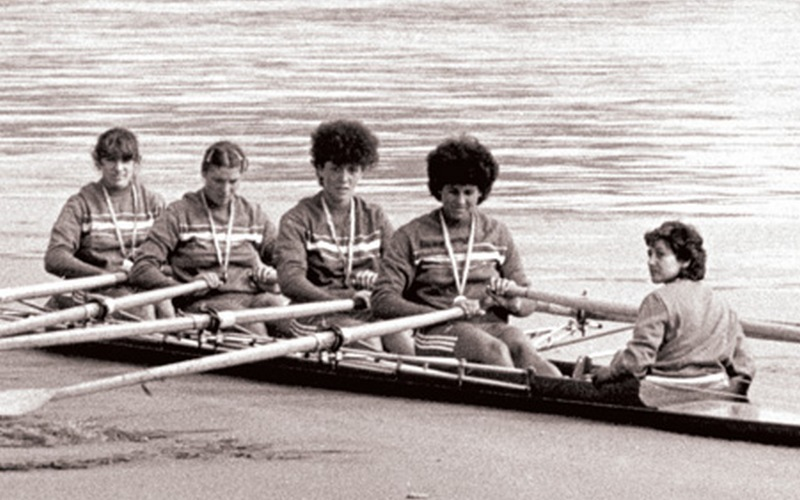
Echipa de canotaj 4+1 la JO 1984

## Legături externe
- Materiale media legate de Ecaterina Oancia la Wikimedia Commons
- Ecaterina Oancia la Comitetul Olimpic și Sportiv Român (arhivat)
- en Ecaterina Oancia la Olympedia.org